# Hélios
Pour l’article homonyme, voir Hélios (homonymie).
 (octobre 2009).
Si vous disposez d'ouvrages ou d'articles de référence ou si vous connaissez des sites web de qualité traitant du thème abordé ici, merci de compléter l'article en donnant les références utiles à sa vérifiabilité et en les liant à la section « Notes et références ».

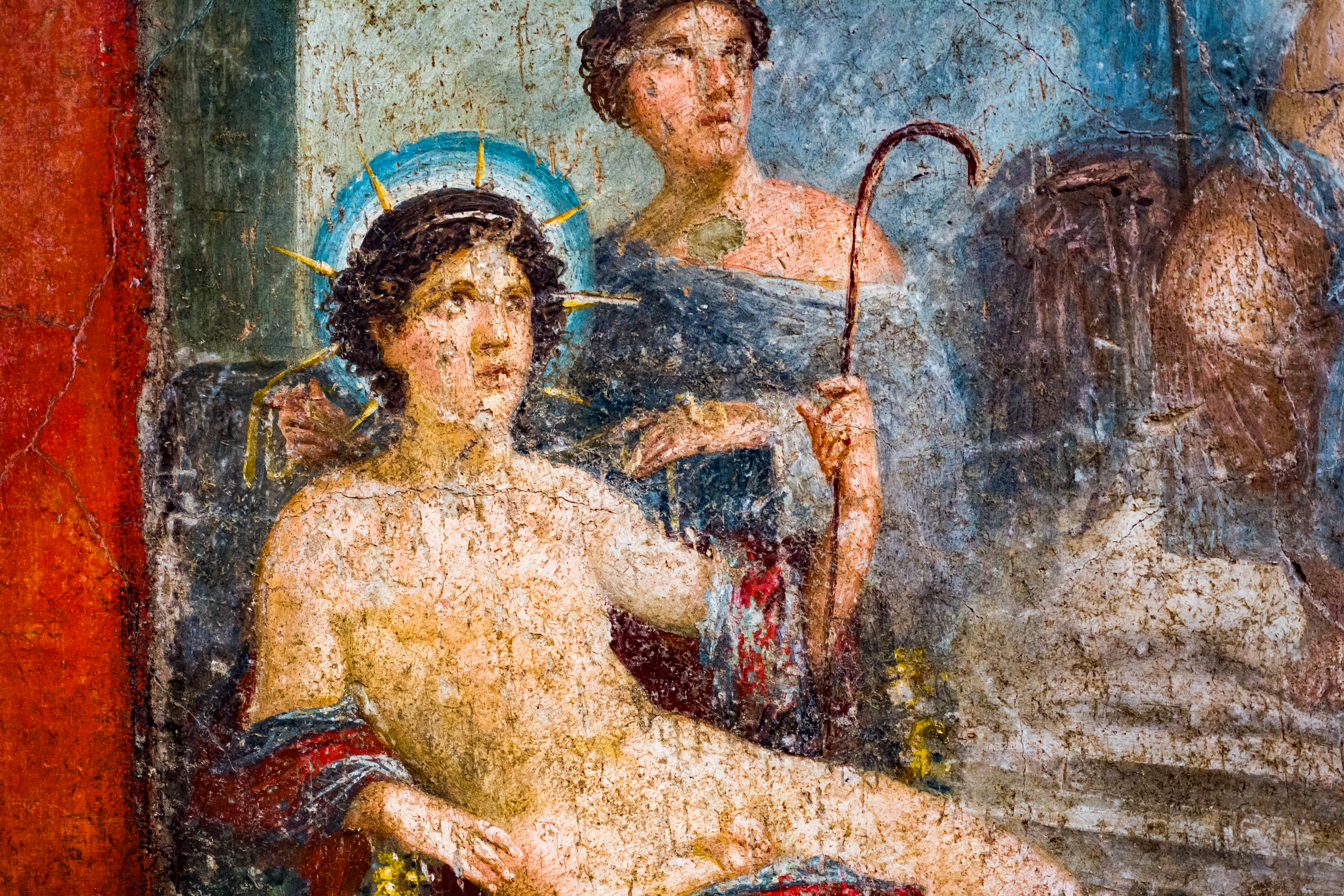
Hélios sur une fresque antique de Pompéi.

Dans la mythologie grecque, Hélios (en grec ancien Ἥλιος / Hêlios) est le dieu du Soleil personnifié, souvent représenté avec une couronne rayonnante et chevauchant un char à travers le ciel.
Bien que Hélios fût une divinité relativement mineure dans la Grèce antique, son culte devient plus présent vers la fin de l'Antiquité grâce à son assimilation avec les divinités solaires de la mythologie romaine, notamment Apollon et Sol. L'empereur romain Julien en fait la divinité centrale de la renaissance des anciennes pratiques religieuses qu'il crée au IVe siècle.
Hélios est une figure importante de la poésie et de la littérature de la mythologie grecque, souvent donné comme fils des Titans Hypérion et Théia, et frère des déesses Séléné (la Lune) et Éos (l'Aurore).

## Description
Hélios est souvent représenté comme un jeune homme d'une très grande beauté, couronné d'une auréole solaire, et conduisant le char solaire à travers le ciel chaque jour autour d'Océan tandis qu'il redescend chaque nuit. Dans l'Hymne homérique à Hélios, il est dit que son char est doré et conduit par des coursiers ; Pindare parle des chevaux d'Hélios comme des « coursiers [qui] soufflent au loin la flamme ». Plus tard encore, ces chevaux reçurent des noms associés au feu : Pyrois (enflammé), Éuos (de l'orient), Éthion (Fougueux rouge) et Phlégon (Soleil couchant ou qui aime la Terre).
L'imagerie autour d'une divinité conduisant un char solaire est plutôt d'origine indo-européenne,, et est commune aux religions de la Méditerranée et du Proche-Orient. La représentation artistique la plus ancienne d'un char solaire date de la période parthe, en Perse, où l'on trouve des preuves de rites effectuées par des mages pour le dieu-soleil, créant une assimilation entre le culte de Hélios et celui de Mithra.
Hélios est à la fois vu comme la personnification du Soleil et le pouvoir de création qui en découle, et est donc souvent considéré comme un dieu de vie et de création. Homère décrit Hélios comme un dieu « qui porte la joie dans le cœur des hommes », et d'autres textes antiques lui donnent l'épithète « le gracieux » (ἱλαρός), étant considéré comme une source de vie et de régénération, et associé avec la création du Monde. Un passage des papyrus grecs magiques dit de Hélios : « La terre fleurit quand tu brilles sur elle et les plantes sont fructueuses quand tu ris, et tu permets la vie aux êtres de la Terre. »

## Culte

### Grèce antique
L. R. Farnell estime que « le mythe solaire a été important et puissant parmi les peuples pré-hellénistiques, mais très peu de communautés de la période historique l'ont retenu comme un facteur de la religion d'État ». Les principales sources de cette époque sont biaisées par les Athéniens et, selon John Burnet, « il ne faut pas s'attendre à ce qu'un Athénien vénère Hélios ou Séléné, mais il doit les considérer comme dieux, puisque Hélios est le grand dieu de Rhodes et Séléné était vénérée à Élis et ailleurs ». James A. Notopoulos considère la distinction de Burnet comme artificielle : « Croire en l'existence des dieux implique leur connaissance à travers le culte. » Dans La Paix, Aristophane contraste[Quoi ?] le culte de Hélios et Séléné, dieux les plus importants du peuple achéménide, avec celui des douze dieux olympiens ; toutes les preuves montrent que Hélios et Séléné étaient des dieux mineurs pour les Grecs.

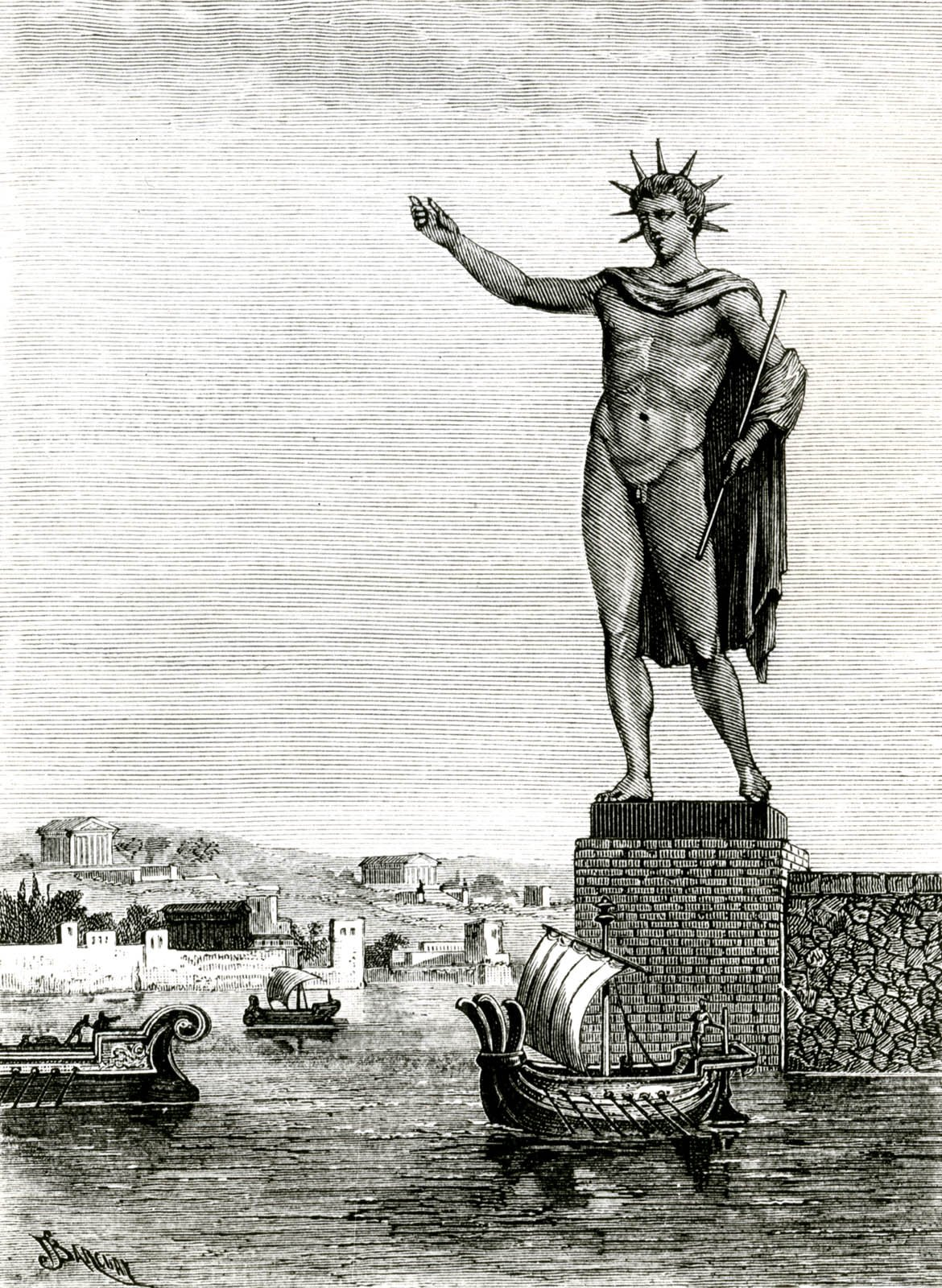
Le Colosse de Rhodes.

L'île de Rhodes était un lieu de culte important pour Hélios, l'un des seuls endroits où il était vénéré comme une divinité majeure en Grèce antique. Le culte de Hélios à Rhodes incluait un rite dans lequel un quadrige, char à deux roues avec un attelage de quatre chevaux de front, était lancé dans un précipice pour atterrir dans la mer, pour représenter le mythe de Phaéton. Des tournois de gymnastique étaient organisés annuellement en l'honneur de Hélios. Le Colosse de Rhodes lui était également dédié. Sur le territoire principal grec, son culte était aussi assez important dans l'Acrocorinthe.
Les Doriens sont également connus pour avoir instauré un culte à Hélios. La diffusion de ce culte à Sicyone, Argos, Hermione, au Sanctuaire d'Asclépios et en Laconie, et la légende selon laquelle son troupeau se trouverait au Cap Ténare, semblent suggérer que la divinité était importante dans la religion dorienne, par rapport à d'autres parties de la Grèce. De plus, il semblerait que ce soit les Doriens qui aient apporté le culte de Hélios à Rhodes.
La tension entre la vénération religieuse traditionnelle de Hélios, enrichies par des valeurs éthiques et un symbolisme poétique ajouté par Pindare, Eschyle et Sophocle et l'examen proto-scientifique du Soleil par les Ioniens éclata lors du procès d'Anaxagore en 450 av. J.-C, dans lequel Anaxagore assurait que le Soleil était en réalité une gigantesque boule de métal en fusion. Son procès préfigura celui de Socrate pour impiété, qui deviendra l'un des plus célèbres de l'histoire occidentale.
Dans La République de Platon, Hélios, le Soleil, est la progéniture symbolique de l'idée du Bien.
Bien que l'importance exacte du culte de Hélios à Sparte reste inconnue, il semblerait que Hélène était la divinité solaire locale.

#### Confusion avec Apollon
Hélios est parfois confondu avec Apollon. Walter Burkert observe : « Différents noms peuvent symboliser le même être, ou bien ils sont considérés comme équivalents, comme c'est le cas pour Apollon et Hélios. »
Dans la littérature homérique, Apollon est clairement identifié comme un dieu différent de Hélios, avec un arc en argent (et non en or) et sans caractéristiques solaires. La référence la plus ancienne où l'on mélange les identités d'Apollon et de Hélios est dans les fragments survivants de la pièce Phaéton d'Euripide, dans un monologue où Clymène, la mère de Phaéton, se lamente que Hélios a détruit son enfant, « cet Hélios que les hommes appellent justement Apollon ».
Durant la période hellénistique, Apollon est de plus en plus identifié au mythe solaire et Phébus, l'épithète le plus souvent accordé à Apollon, est plus tard accordé au dieu Sol dans la mythologie romaine.
Cette confusion devint un thème récurrent dans les textes philosophiques et apparaît dans les œuvres de Parménide, Empédocle, Plutarque ou encore Cratès de Thèbes entre autres, ainsi que dans certains textes orphiques. Ératosthène de Cyrène écrit d'Orphée dans les Catastérismes : « Mais Orphée ne rendait aucun culte à Dionysos. Il n'adorait que le seul dieu suprême, Hélios, sous le nom d'Apollon, et souvent, se levant la nuit, il allait s'asseoir sur le mont Pangée, pour y attendre le lever du Soleil, et le saluer le premier par ses sons mélodieux. Eschyle raconte que Dionysos irrité envoya les Bassarides pour le déchirer. » » Dionysos et Asclépios sont également parfois associés à cet Apollon Hélios.

### Antiquité tardive
Durant l'Antiquité tardive, on attribua à Hélios un grand nombre d'éléments religieux, mythologiques et littéraires appartenant à d'autres divinités, notamment Apollon et le dieu romain Sol. En 274 ap. J.-C, le 25 décembre, lors du solstice d'hiver, l'empereur romain Aurélien instaure le culte de Sol Invictus (« Soleil invaincu »). Ce nouveau culte réunit une imagerie non seulement associée à Hélios et Sol, mais également bon nombre d'éléments syncrétiques d'autres divinités, autrefois distinctes. D'autres éléments syncrétiques de cette période incluent un Hymne Orphique à Hélios ; le culte de Mithra, dans lequel il est dit que Sol contrôle les éléments ; des sorts et incantations destinées à Hélios dans les Papyrus grecs magiques ; lHymne à Hélios de Proclus ; lOration à Hélios de Julien ; et un épisode dans les Dionysiaques de Nonnos de Panopolis. Dans ces œuvres, Hélios n'est pas seulement assimilé à Mithra ou à Harpocrate, mais également au Dieu monothéiste judéo-chrétien.
Julien, le dernier empereur païen de Rome, fait de Hélios la principale divinité de sa religion, qui combine des éléments du mithraïsme et du néoplatonisme. Pour Julien, Hélios constitue une triade : ce que Platon appelle la « forme du bien », le savoir suprême ; Hélios-Mithras, le souverain d'un royaume intellectuel ; et le Soleil, sa manifestation physique dans le royaume visible. Julien le considère comme un médiateur et un unificateur, pas seulement de cette triade, mais de toutes les choses vivantes, un concept probablement importé du mithraïsme, et qui a pu inspirer le Logos chrétien. La conception théologique de Hélios par Julien a été décrite comme « quasiment monothéiste », contrairement à celles d'autres néoplatoniciens comme Jamblique, même si d'autres dieux traditionnels vénérés dans tout le bassin méditerranéen ainsi que certains principes et manifestations y ont été inclus.
Une mosaïque retrouvée dans la nécropole du Vatican (Mausolée M) représente une figure au style très similaire à celui de Sol/Hélios, couronné de rayons solaires et conduisant un char. Des savants l'ont également identifiée comme étant une représentation du Christ, notant que Clément d'Alexandrie avait également décrit le Christ comme conduisant un char à travers le ciel. D'autres encore doutent de cette association, et pensent que la figure n'est qu'une représentation non-religieuse du Soleil.

### Dans les Papyrus grecs magiques

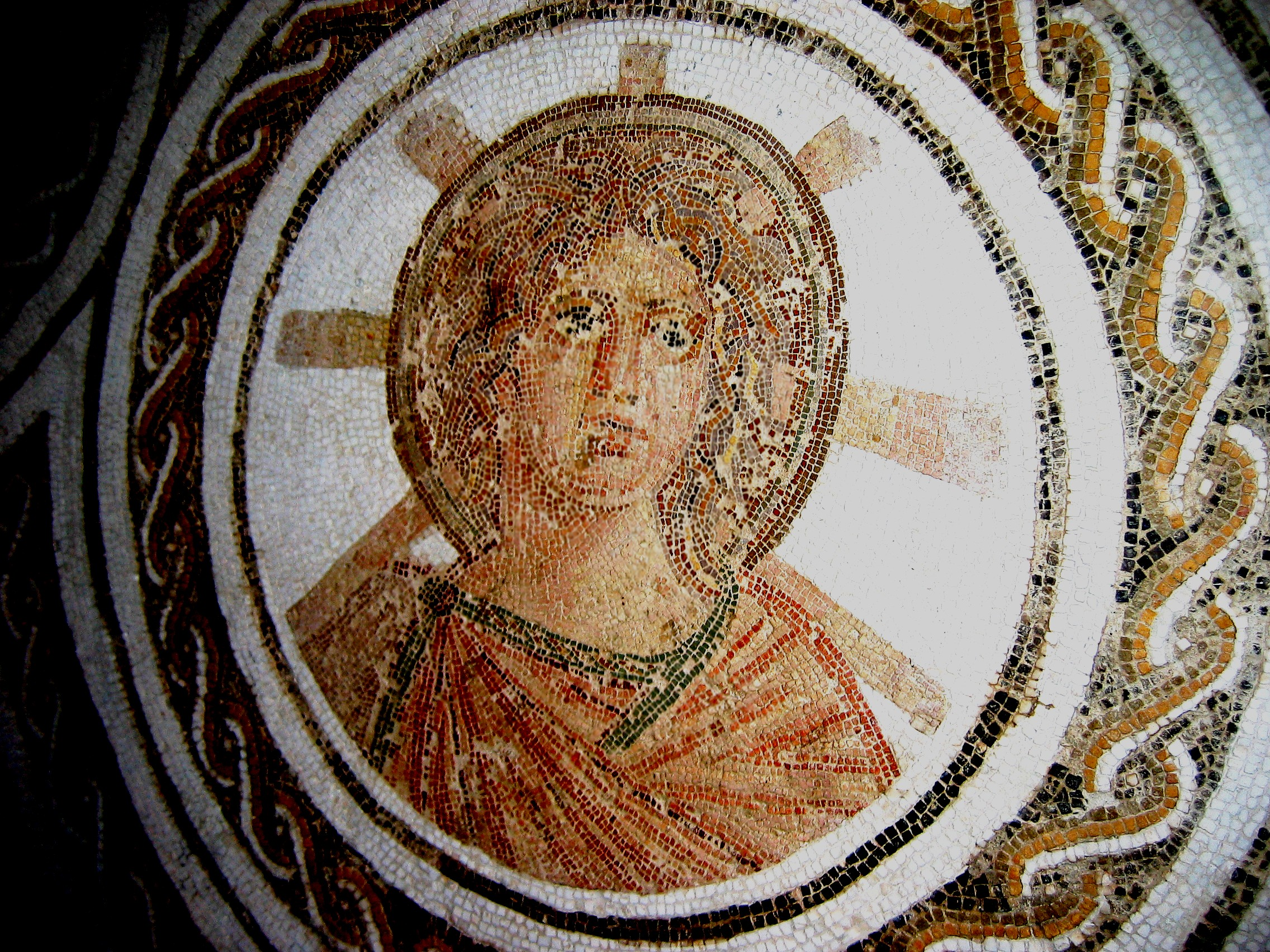
Apollon solaire avec le halo de Hélios.

Hélios est une figure prééminente des Papyrus grecs magiques, un groupe de manuscrits découverts en Égypte et datant de la fin de l'époque ptolémaïque à l'époque de la domination romaine et couvrant une période du IIe siècle av. J.-C. au Ve siècle. Dans ces manuscrits (principalement des fragments), Hélios est considéré comme le créateur de la vie, le seigneur du Ciel et du cosmos, et le dieu de la mer. On dit qu'il peut également prendre la forme de douze animaux représentant chaque heure du jour, motif en relation avec les douze signes du zodiaque.
Les Papyrus assimilent souvent Hélios à une grande variété de divinités. Il est décrit « assis sur un lotus, orné de rayons », à la manière de Harpocrate, souvent représenté assis sur une fleur de lotus, représentant le soleil levant. Selon le philosophe Jamblique, « être assis sur un lotus signifie l'éminence sur la boue, sans jamais la toucher, et montre une direction intellectuelle et empyréenne »,.
Comme avec l'empereur Julien, Hélios est aussi assimilé avec Mithras dans les Papyrus. La Liturgie de Mithras les combine en Hélios-Mithras, qui a soi-disant révélé les secrets de l'immortalité au mage qui aurait écrit le texte. Certains des écrits dépeignent Hélios-Mithras naviguant dans le ciel dans un bateau et non pas un char, motif que l'on assimile généralement au dieu-soleil égyptien Râ. Hélios est également décrit comme « retenant le serpent », probablement une référence à Apophis, le dieu-serpent qui, selon la mythologie égyptienne, attaque le bateau de Râ pendant son voyage dans l'au-delà une fois la nuit tombée.
Dans nombre de ces papyrus, Hélios est identifié à Iao, un nom dérivé de celui du Dieu de l'Israël antique Yahweh. Il est aussi appelé « le dieu des dieux » et est assimilé à Agathodémon, à Horus et à Harpocrate.

Les philosophes néoplatoniciens Proclus et Jamblique ont essayé d'interpréter plusieurs synthèses trouvées dans les Papyrus grecs magiques et d'autres travaux concernant Hélios, pour en faire un dieu englobant les attributs de nombreuses divinités. Proclus le montre en dieu cosmique doté de nombreuses formes et caractéristiques. Elles sont « lovées » en lui, et sont distribuées à tous ceux qui « participent à sa nature », comme les anges, les démons, les âmes, les animaux, les plantes et les minéraux. Toutes ces choses sont importantes pour la pratique néoplatonicienne de la théurgie, une forme de magie consistant à invoquer les dieux et les puissances surnaturelles. Jamblique note que la théurgie implique souvent l'utilisation de « roches, plantes, animaux, substances aromatiques, et toute autre chose sacrée et parfaite et divine ». Pour les théurges, le pouvoir élémentaire de ces choses, sacrées pour des dieux particuliers, ferait appel à un genre de « magie sympathique ».

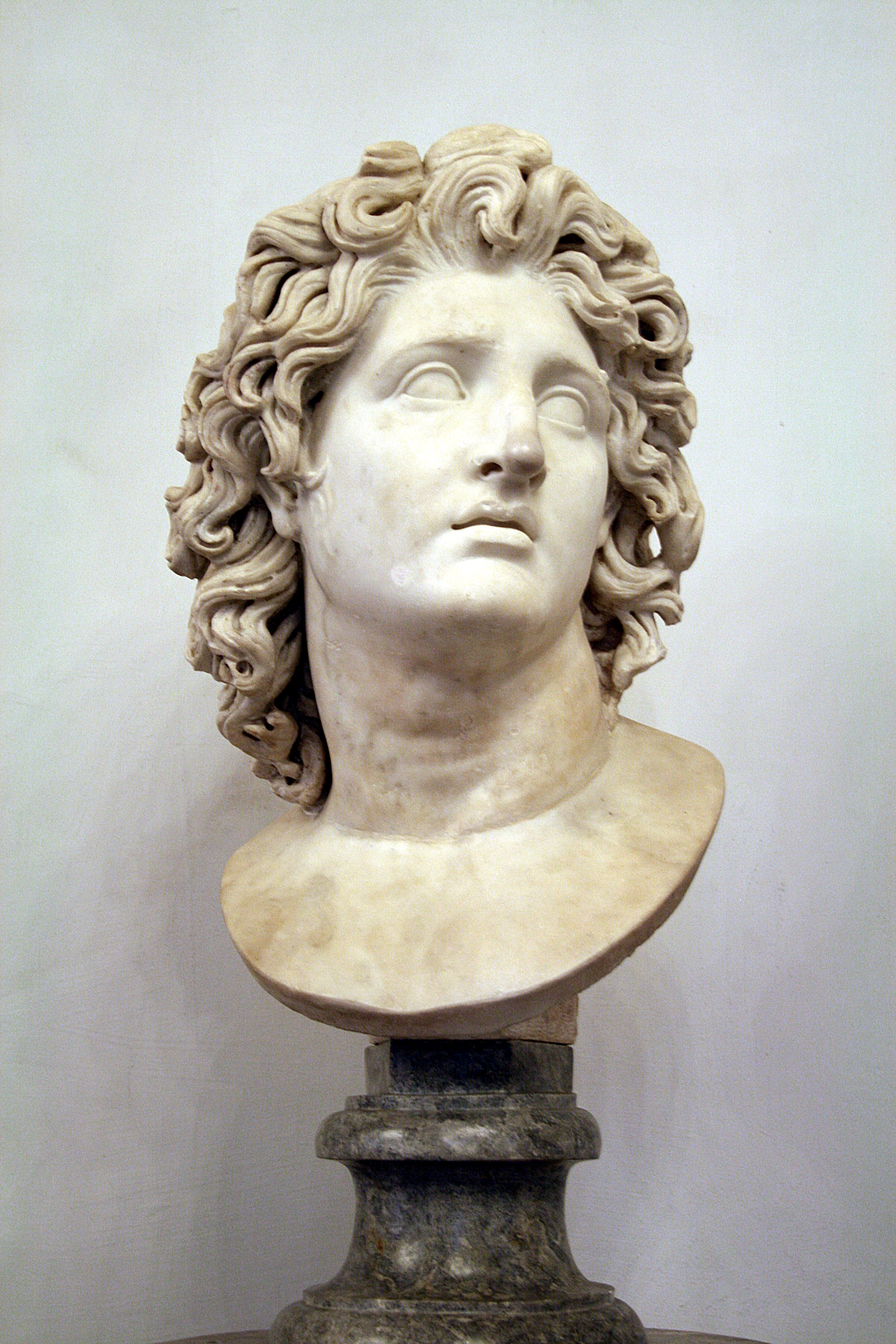
Buste d'Alexandre le Grand en eidolon de Hélios.

### Assimilation avec d'autres dieux
Le dieu étrusque du Soleil, équivalent de Hélios, était nommé Usil. Son nom apparaît sur le Foie de Plaisance à côté de Tiur (la Lune). Il est souvent représenté sortant de la mer avec une boule de fer dans chaque main, notamment sur les miroirs en bronze étrusques de l'époque archaïque. Sur les miroirs étrusques de l'époque classique, il apparaît avec un halo.
Dans la littérature classique, Hélios est aussi quelquefois assimilé au dieu des dieux de l'Olympe, Zeus, dont il est, implicitement ou explicitement, l'œil. Par exemple, Hésiode dit que le Soleil est l'œil de Zeus. Cette vision est probablement tirée de la religion proto-indo-européenne, dans laquelle le Soleil était soi-disant l'œil de *Dyḗus ph₂tḗr. Selon un dicton orphique, supposément énoncé par un oracle d'Apollon : « Il n'est qu'un Zeus, un Hadès, un Hélios, c'est le dieu Dionysos. » En citant cela dans son hymne Sur le Roi-Soleil, l'empereur Julien substitue Dionysos pour le remplacer par Sarapis, divinité hellénistique acceptée par la mythologie égyptienne. Julien conclut alors les paroles de cet oracle sur cette phrase : « La souveraineté sur les dieux intelligents est commune au Soleil et à Jupiter, ou plutôt qu'elle n'en fait qu'une. »
Diodore de Sicile reporte que les Chaldéens appelaient Cronos (Saturne) Hélios, ou Soleil, expliquant cela par le fait que Saturne était la plus visible des planètes.

## Mythe
Le mythe le plus connu de Hélios concerne son fils Phaéton, qui tenta de conduire le char solaire de son père mais en perdit le contrôle, réduisant la Terre en cendres. Tous les mortels seraient morts si Zeus n'était pas intervenu en lançant le foudre sur Phaéton, le tuant instantanément.

Hélios est quelquefois doté de l'épithète Panoptes (« qui voit tout »). Dans le mythe raconté à la cour d'Alcinoos dans lOdyssée d'Homère, Aphrodite, la femme d'Héphaïstos, couche secrètement avec Arès, mais Hélios qui voit tout les espionne et dénonce l'adultère à Héphaïstos, qui piège le couple dans des filets invisiblement fins pour les humilier et les punir.

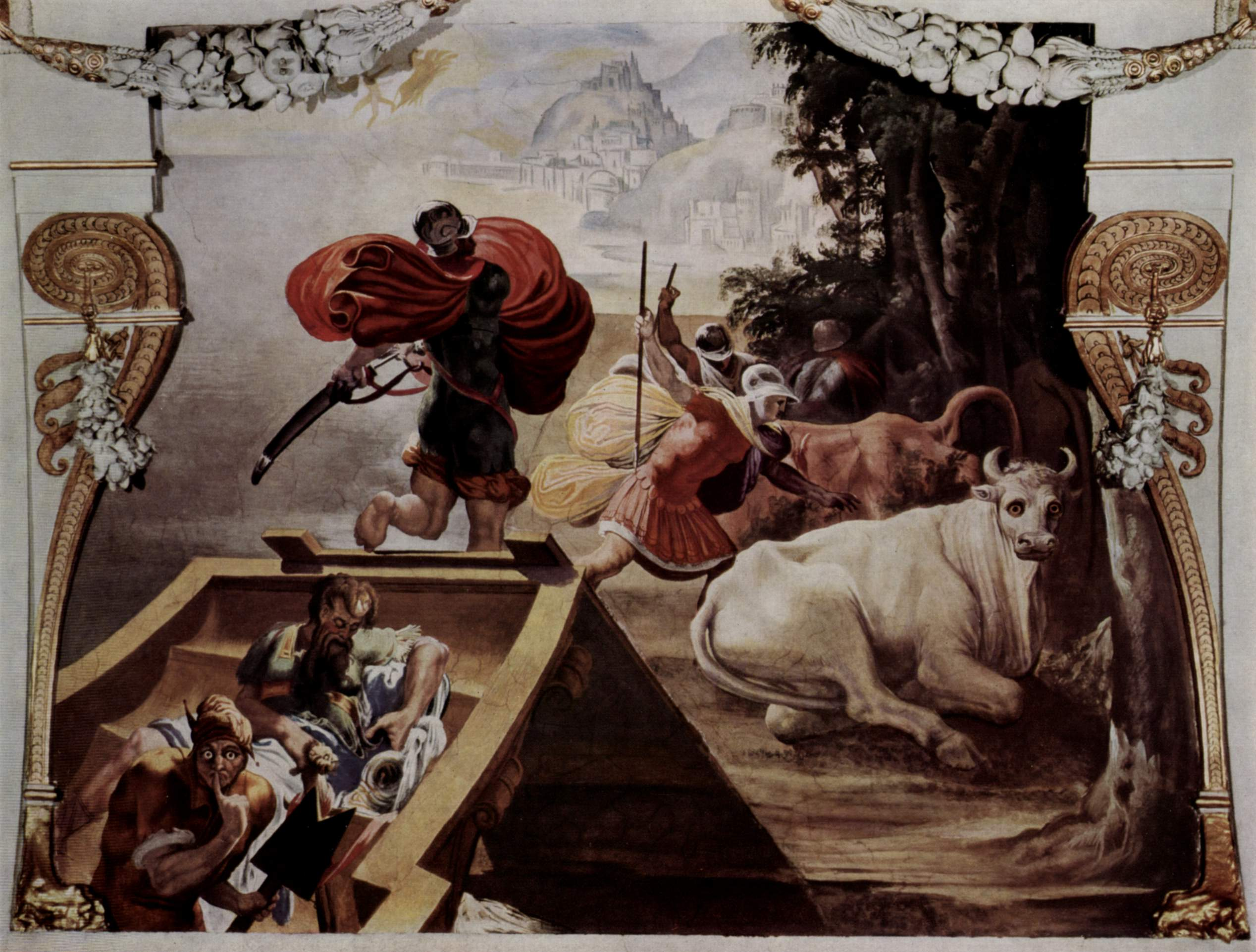
Les compagnons d'Ulysse volent le bétail de Hélios, fresque, Palazzo Poggi, 1556.

Toujours dans l’Odyssée, Ulysse et son équipage arrivent en Trinacrie, une île sacrée au dieu-soleil, que Circé nomme Hypérion plutôt que Hélios. C'est ici qu'est gardé le bétail de Hélios :
« Puis vous atteindrez l'île de Trinacrie. Là paissent sept troupeaux de chacun cinquante génisses, et sept autres troupeaux de chacun cinquante brebis consacrés au dieu du jour. Ces animaux ne se reproduisent point, ils ne meurent jamais, et les déesses les gardent : ce sont deux nymphes à la belle chevelure, Lampétie et Phaéthuse, que conçut du Soleil la divine Nééra. Lorsque leur vénérable mère les eut élevées, elle les envoya dans l'île de Trinacrie, leur confia les brebis de leur père et ses bœufs aux cornes tortueuses. »
Malgré les avertissements d'Ulysse, quand les vivres viennent à manquer, son équipage commence à voler, tuer et manger les bêtes du bétail de Hélios. Les gardiennes de l'île préviennent leur père, qui demande à Zeus de neutraliser les hommes, ou bien il prendra le Soleil et le fera briller aux Enfers. Zeus détruit alors le navire avec son foudre, ne laissant survivre qu'Ulysse.
Sur un vase grec, Hélios apparaît traversant la mer dans la coupelle d'un trépied sacrificiel, symbole solaire.
Dans Les Deipnosophistes, Athénée de Naucratis écrit qu'au lever du soleil, Hélios grimpe dans une grande coupelle dorée et traverse le monde, du jardin des Hespérides, le point le plus occidental du monde, jusqu'en Éthiopie, où il passe la nuit.
Quand Héraclès alla en Érythie où il devait voler le troupeau de Géryon, il traversa le désert libyen et fut si frustré par la chaleur qu'il tira une flèche sur le Soleil. Immédiatement, il réalisa son erreur et fondit en excuses et en prières. Hélios, ému par le courage d'Héraclès, lui donna alors la coupelle dorée qu'il utilisait pour voyager d'ouest en est. Héraclès s'en servit pour arriver en Érythie.

### Compagnes et enfants
| Compagne              | Progéniture                 | Compagne | Progéniture    | Compagne  | Progéniture                   |
| --------------------- | --------------------------- | -------- | -------------- | --------- | ----------------------------- |
| Athéna                | • Les Corybantes            | Rhodos   | • Les Héliades | Éphyra    | • Éétès                       |
| Aéglé, une naïade     | • Les Charites              | Rhodos   | 1. Ténage      | Antiope   | • Éétès                       |
| Aéglé, une naïade     | 1. Aglaé, la Splendeur      | Rhodos   | 2. Macare      | Antiope   | • Aloeus                      |
| Aéglé, une naïade     | 2. Euphrosyne, l'Allégresse | Rhodos   | 3. Actis       | Crète     | • Pasiphaé                    |
| Aéglé, une naïade     | 3. Thalie, l'Abondance      | Rhodos   | 4. Triopas     | Gaïa      | • Bisaltes                    |
| Clymène, une océanide | • Les Héliades              | Rhodos   | 5. Candale     | Séléné    | • Les Heures                  |
| Clymène, une océanide | 1. Éthérie                  | Rhodos   | 6. Ochime      | Leucothoé | • Thersanon                   |
| Clymène, une océanide | 2. Hélia                    | Rhodos   | 7. Cercaphe    | Nausidame | • Augias, l'un des Argonautes |
| Clymène, une océanide | 3. Mérope                   | Rhodos   | 8. Auges       | Hyrmine   | • Augeas                      |
| Clymène, une océanide | 4. Phœbé                    | Rhodos   | 9. Thrinax     | Inconnue  | • Aegiale                     |
| Clymène, une océanide | 5. Dioxippe                 | Rhodos   | • Électryone   | Inconnue  | • Aithon                      |
| Clymène, une océanide | 6. Églé                     | Persé    | • Éétès        | Inconnue  | • Aloeus                      |
| Clymène, une océanide | 7. Astrie                   | Persé    | • Aège         | Inconnue  | • Aix                         |
| Clymène, une océanide | • Phaéton                   | Persé    | • Persès       | Inconnue  | • Camirus                     |
| Clymène, une océanide | • Lampétie                  | Persé    | • Circé        | Inconnue  | • Ichnaea                     |
| Rhodé                 | • Phaéton                   | Persé    | • Pasiphaé     | Inconnue  | • Mausolus                    |
| Proto, une néréide    | • Phaéton                   | Astérope | • Éétès        | Inconnue  | • Phorbas                     |
| Nééra, une nymphe     | • Lampétie et Phaéthuse     | Astérope | • Circé        | Inconnue  | • Sterope                     |
| Ocyrhoé               | • Phasis                    |          |                |           |                               |

### Hélios et Clytie
Dans la mythologie grecque, Clytie (en grec ancien Κλυτία  / Klutía ou Κλυτίη  / Klutíê) est une des Océanides, fille d'Océan et Téthys.
Son histoire est contée par Ovide : elle fut aimée d'Hélios mais ensuite supplantée par Leucothoé. Elle en référa alors au père de cette dernière, Orchamos, qui punit sa fille pour l'avoir déshonoré en l'enterrant vivante. Le dieu du soleil tenta de la secourir, mais en vain. Il arrosa alors la terre et le corps de son amante d'un nectar parfumé : il en naquit l'encens. Mais au lieu de permettre à Clytie de regagner l'amour d'Hélios, la mort de Leucothoé ne lui rapporta que le ressentiment de celui-ci. Désespérée, elle s'assit nue sur les rochers et y demeura durant neuf jours, sans eau ni nourriture, tournée vers le soleil, suivant du regard la course du char de son bien-aimé. Jaunie et brunie par son éclat, elle se changea alors en tournesol.

### Représentations
L'épisode 33 de La petite Olympe et les dieux (Hélios, le dieux du soleil) lui est consacré.